# 埃里克·博尔特
埃里克·博尔特（英語：Eric Boulter，1952年10月15日—），澳大利亚男子轮椅篮球、游泳运动员。他曾代表澳大利亚参加1972年夏季残疾人奥林匹克运动会游泳比赛，获得一枚金牌和一枚银牌。